# 호포로
호포로(Hopo-ro)은 대한민국의 경상남도 양산시 동면 중심부를 연결하는 도로이다.

## 노선 경로
- 호포삼거리 - 양산대로 (국도 제35호선)
- 교량 명칭 미상 - 양산대로 (국도 제35호선)